# Кохмат Софія Євгенівна
Софі́я Ко́хмат — український теле- та театральний режисер.
Народилась 13 березня 1954 у Львові. 1981 закінчила Львівський державний університет імені Івана Франка. 1980 — вищі режисерські курси в Києві. 1994 р. — Київський державний інститут театрального мистецтва ім. I. Карпенка-Карого. З 1970-го співпрацювала з Українською Гельсінською спілкою, через що мала проблеми з КДБ. 1990-го працювала режисером і ведучою телекомпанії «Міст». Упродовж 30 років працює у Львівській державній обласній телерадіокомпанії. Нині — завідувач відділу публіцистичних програм. Незмінний режисер-постановник (із 1988) львівського театру-студії «Не журись!». Співрежисер пісенних фестивалів «Червона рута-90», «Марія» (Трускавець, 1992) та ін.
Серед телевізійних робіт Софії Кохмат - телефільм "Світло душі", присвячений львівськокому вітражному мистецтву. Героями документального фільму виступиди члени львівської професійної асоціації художників та майстрів-вітражистів «Вікно» - Юрій Павельчук, Олександр Личко та Анатолій Винту.
Переможець Всесоюзного фестивалю молодіжних програм (Москва, 1988) за публіцистичний фільм «Чи зацвіте вишня?».
Член спілки театральних діячів і Національної спілки журналістів України.
Автор низки поетичних і прозових творів, які друкувались у виданні «Молода Галичина» та журналі «Дзвін».
Режисер відеокліпів і музичних фільмів. Лауреат журналістської премії «Сучасність».

## Джерело
- Заслужений діяч мистецтв